# Ahmed Akhchichine
Ahmed Akhchichine (arab. أحمد أخشيشين, ur. 26 marca 1954 w Marrakeszu) – marokański samorządowiec i polityk, od 2015 roku gubernator regionu Marrakesz-Safi.  
W latach 2007–2012 był ministrem edukacji narodowej, szkolnictwa wyższego, kształcenia kadry zarządzającej i badań naukowych.  

## Życiorys
W 1976 roku ukończył Wyższy Instytut Dziennikarstwa w Maroku, a w 1979 roku Francuski Instytut Prasy. W 1982 roku uzyskał tytuł doktora nauk o informacji i komunikacji na Université Paris-Panthéon-Assas. Został wiceprzewodniczącym Marokańskiego Stowarzyszenia Badań nad Komunikacją (AMRC).
Od 1984 do 1993 roku odpowiadał za przeprowadzenie w Maroku misji organizacji takich jak UNICEF, Fundusz Ludnościowy Narodów Zjednoczonych (UNFPA), Bank Światowy czy Światowa Organizacja Zdrowia (WHO). W latach 1997–2001 pełnił funkcję Dyrektora Generalnego filii kanadyjskiego biura projektowego Léger&Léger w Maroku. W 2003 roku został mianowany Dyrektorem Generalnym Wysokiego Urzędu Komunikacji Audiowizualnej (HACA). 15 października 2007 roku został Ministrem Edukacji Narodowej, Szkolnictwa Wyższego, Kształcenia Kadry Zarządzającej i Badań Naukowych. 3 stycznia 2012 roku na tej funkcji zastąpił go Mohamed El Ouafa.
14 września 2015 roku objął funkcję gubernatora regionu Marrakesz-Safi kandydując z list Autentyczności i Nowoczesności.

## Życie prywatne
Jest żonaty, para ma jedno dziecko.